# مهدية
زاوية مهدية أومهدية هو أحد قصور بلدية أولاد أحمد تيمي بدائرة أدرار التابعة لولاية أدرار بالجنوب الغربي الجزائري.

## التاريخ
تأسست زاوية سيدي عمر بالمهدية سنة 1707 م (1119/1118 هـ).

## السكان
يسكن هذه الزاوية مرابطون عرب.

## النشاط الفلاحي
يعمل أغلب سكان قصر مهدية في الفلاحة التي يغلب عليها غرس النخيل ويستعمل السكان تقنية الفقارة لتوفير المياه للسقي، نجد بمهدية فقارتين هما:

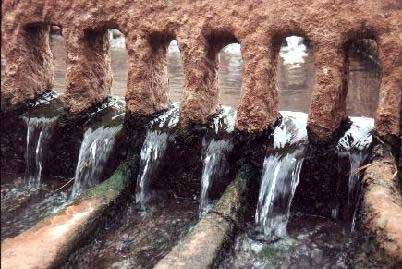
قصري لتقسيم ماء الفقارة

| إسم الفقارة | عدد الآبار |
| ----------- | ---------- |
| أغوريان     | 191        |
| علي بلحسن   | 184        |
| فريفر       | ؟          |

## الأعلام
1. الشيخ سيدي عمر: وهو ولي صالح بمهدية تقام له زيارة سنوية.[3]